# Bajszos fűposzáta
A bajszos fűposzáta (Melocichla mentalis) a madarak osztályába, ezen belül a verébalakúak (Passeriformes) rendjébe és a Macrosphenidae családba tartozó Melocichla nem egyetlen faja. Korábban az óvilági poszátafélék (Sylviidae) családjába sorolták. 18-20 centiméter hosszú.
A magyar név forrással nincs megerősítve.

## Előfordulása
Angola, Benin, Bissau-Guinea, Burkina Faso, Burundi, Csád, Kamerun, a Kongói Demokratikus Köztársaság, a Kongói Köztársaság, a Közép-afrikai Köztársaság, Elefántcsontpart, Etiópia, Gabon, Ghána, Guinea, Kenya, Libéria, Malawi, Mali, Mauritánia, Mozambik, Nigéria, Ruanda, Szenegál, Sierra Leone, Szudán, Tanzánia, Togo, Uganda, Zambia és Zimbabwe füves, bokros területein honos.

## Alfajai
- Melocichla mentalis amaurourus vagy M. m. amauroura (Pelzeln, 1883) – Dél-Szudántól és délnyugat-Etiópiától kelet-Kongói Demokratikus Köztársaságig, Uganda, nyugat-, közép- és délkelet-Kenya, nyugat- és észak-Tanzánia, észak- és közép-Zambia;
- Melocichla mentalis incanus vagy M. m. incana (Diesselhorst, 1959) – északkelet-Tanzánia (vitatott);
- Melocichla mentalis luangwae (Benson, 1958) – kelet-Zambia;
- Melocichla mentalis mentalis (Fraser, 1843) – dél-Szenegáltól délre észak-Libériáig, keletre a Közép-afrikai Köztársaságig és észak-Kongói Demokratikus Köztársaságig, dél-Gabontól keletre dél-Kongói Demokratikus Köztársaságig, észak- és középnyugat-Angola, északnyugat-Zambia;
- Melocichla mentalis orientalis(Sharpe, 1883) – kelet- és dél-Tanzánia, Malawi, kelet-Zambia, kelet-Zimbabwe felvidéke, észak- és közép-Mozambik.

## Életmódja
Rovarokkal táplálkozik.

## Szaporodása
Az esős évszakban költ. Fészekalja 2-3 tojásból áll.